# Berri Txarrak
Berri Txarrak (баск. «Плохие Новости») — испанская группа из Наварры, исполняющая музыку в стилях альтернативный метал, панк, альтернативный рок. Группа была основана в 1994 г. в городе Лекумберри. Отличительной особенностью коллектива является тот факт, что свои песни музыканты исполняют исключительно на баскском языке.

## История
Группа Berri Txarrak была основана в 1994 году в городе Лекумберри, Наварра, как сайд-проект Горки Урбису (вокал и гитара) и Айтора Гойкоэчеа (ударные). В 1997 году двое музыкантов стали уделять большее внимание своей группе, в этом же году к ним присоединились новые участники — бас-гитарист Микель Лопес и гитарист Айтор Ореха.
После выпуска демо-альбома из шести композиций (демо вышло на редкость удачным), было решено приступить к записи полноценного дебютного альбома. Осенью 1997 года выходит первый одноименный альбом Berri Txarrak. Благодаря композициям «Lotsarik gabe», «500 Urte ta gero» и «Ardifiziala» группа добилась признания на баскской рок-сцене. Сами музыканты считают, что первый альбом стал большим шагом вперед на их творческом пути и заложил фундамент для дальнейшей деятельности..
В 1999 г. группа выпускает второй альбом «Ikasten». Стиль игры на этом диске существенно усовершенствовался, появилась прежде нехарактерная жесткость звучания. Песни "Ikasten', «Ez», «Ikusi arte» расширили диапазон концертных выступлений группы.
Через два года вышел третий диск группы «Eskuak/Ukabilak». Благодаря содержавшимся на нём хитовым композициям «Oihu» и «Ez dut nahi», Berri Txarrak получили награду Gaztea Saria за лучшую песню года. Впервые за долгие годы Berri Txarrak добились известности за пределами Страны Басков.
В 2003 году Berri Txarrak завершают работу над альбомом Libre ©, который считается наиболее близким по звучанию к жанру хардкор из всех пластинок коллектива. В записи диска принял участие вокалист группы Rise Against Тим Макилрот, чей голос можно услышать на композиции «Denak ez du balio». Альбом получил в целом благожелательные отзывы от музыкальных критиков и группа отправилась в свой первый европейский тур по Соединённому Королевству, Дании и Германии. Альбом Libre © в свою очередь получил награду «Альбом года» от нескольких испанских журналов.
После долгого европейского турне гитарист Айтор Ореха покинул группу. В 2005 году оставшиеся участники коллектива (Горка Урбису, Айтор Гойкоэчеа и Микель Лопес) решили продолжать концертную и музыкальную деятельность как трио. В том же году выходит альбом «Jaio.Musika.Hil», звучание которого стало намного более мелодичным и замысловатым. Вскоре после выхода альбома Berri Txarrak посетили Мексику и Никарагуа, дав несколько концертов. После этого группа отправилась в США, где несколько раз выступила на одной сцене со своими друзьями из Rise Against.
В 2009 году вышел долгожданный шестой альбом Berri Txarrak под названием «Payola». В записи вновь принимал участие Тим Макилрот. В январе 2011 года песня «Folklore» была номинирована на премию Independent Music Awards, однако награда досталась не ей.
Последний на сегодняшний день альбом группы увидел свет в ноябре 2011 года. Диск был назван «Haria», звучание стало менее тяжелым и более грустным и меланхоличным.

## Участники
- Горка Урбису (вокал, гитара)
- Гальдер Исагирре (ударные)
- Давид Гонсалес (бас)

## Дискография
Альбомы
- Demo (1994)
- Berri Txarrak (1997)
- Ikasten (1999)
- Eskuak/Ukabilak (2001)
- Libre © (2003)
- Jaio.Musika.Hil (2005)
- Payola (2009)
- Haria (2011)
- Denbora da Poligrafo Bakarra (2014)
- Infrasoinuak (2017)

EP
- Maketa (1995)